# قره‌قیه شکرلو (هوراند)
قره‌قیه شکرلو یکی از روستاهای استان آذربایجان شرقی است که در دهستان چهاردانگه بخش مرکزی شهرستان هوراند واقع شده‌است. این روستا ۶۰۲ نفر جمعیت دارد.